# Ana Buljubasich
Ana Juana Buljubasich Murillo (Buenos Aires, 6 de enero de 1959-Guayaquil, 15 de abril de 2025) fue una conductora de televisión y productora argentinoecuatoriana, más conocida por los televidentes como Anita Buljubasich.

## Biografía
Ana Buljubasich nació en Buenos Aires, Argentina, el 6 de enero de 1959, sus padres fueron la guayaquileña Adela Murillo y el argentino José Antonio Buljubasich.
Se radicó en Ecuador en 1971, luego del fallecimiento de su padre, y nunca se nacionalizó ecuatoriana por motivos burocráticos, aunque no lo vio necesario al convertirse en una figura reconocida a nivel nacional. En 1985 comenzó una carrera en los medios televisivos, luego de un fallido intento por protagonizar la telenovela La Chica de Manta de Ecuavisa, logró ser parte del elenco de Cómicos S.A., de Telecentro (actualmente TC Televisión), como actriz junto a Carlos Piechestein, pero luego Jorge Kronfle la seleccionó para ser animadora junto a Francisco Cabanilla del programa Quien sabe, sabe y llegó a formar parte de programas matinales para el mismo canal, donde fue conductora de la revista familiar Cosas de casa, la cual dirigió y dio el concepto.
Publicó un libro a partir de sus primeras interacciones con el público por medio de cartas manuscritas y correos electrónicos, denominado El libro que ustedes escribieron (Edino, 2005), destinando las ventas a la ayuda del programa El rincón de los milagros de Carlos Piechestein. Tiempo después hizo otra publicación con el libro Juntos lo escribimos otra vez, destinando las ventas a la Fundación María Gracia.
Decidió profesionalizarse como comunicadora social en la Universidad Casa Grande, luego de varios años en los medios televisivos, al acogerse al proyecto de profesionalización de comunicadores con muchos años de trayectoria, donde fue la graduada con mejor promedio de su promoción y compartió aula con Rafael Cuesta, Teresa Arboleda, Carlos Luis Morales, Vito Muñoz, Gabriela Pazmiño, Mariela Viteri y Carolina Jaume.
Trabajó con Pablo Granados en el programa Granados en pijamas, del que fue su productora por tres temporadas entre 2011 y 2013.
Estuvo por alrededor de 15 temporadas en el matinal De casa en casa, programa que ella creó en 2010, en el que se desempeñó como conductora y productora. Se retiró de la televisión en enero de 2022, luego de 36 años de trayectoria.

### Vida personal
Se casó con el músico argentino Nerio David Pérez, y fue madre de Marcelo, Gabriela Naht, quien fue la segunda paquita ecuatoriana de El show de Xuxa, y la cantante Ana Paula.

### Fallecimiento
Falleció a la edad de 66 años, en la mañana del 15 de abril de 2025, en Guayaquil, luego de ser trasladada al hospital por un paro cardiorrespiratorio, un día después del cumpleaños número 29 de su hija Ana Paula, a quien le había dedicado su último post en Instagram, con varias fotografías junto a ella en distintos lugares y una descripción que rezaba "¡Estos 29 años han pasado volando, cada día me sorprendes más, amo tu forma de ver la vida, tu madurez para encararla, y tu búsqueda constante de más!". Fue sepultada en el cementerio Parque de La Paz, La Aurora.

## Filmografía
- Cómicos S.A.
- Quien sabe, sabe
- Cosas de casa
- En la comunidad
- De casa en casa
- Granados en pijamas